# 950-летие Ярославля

Эмблема 950-летия Ярославля

950-летие Ярославля — 950-летний юбилей советского города Ярославля, центра Ярославской области РСФСР. Прошёл в 1960 году.

## Дата
В первой половине XX века датой основания Ярославля считался 1024 год; так в 1924 году было отпраздновано 900-летие города.
В 1958—1959 годах ярославский краевед М. Г. Мейерович обосновал, что Ярославль был заложен не позднее 1010 года князем Ярославом Мудрым в период его Ростовского княжения. С тех пор этот год является официальной датой основания города, что позволило отпраздновать его 950-летие уже в 1960 году.

## Мероприятия

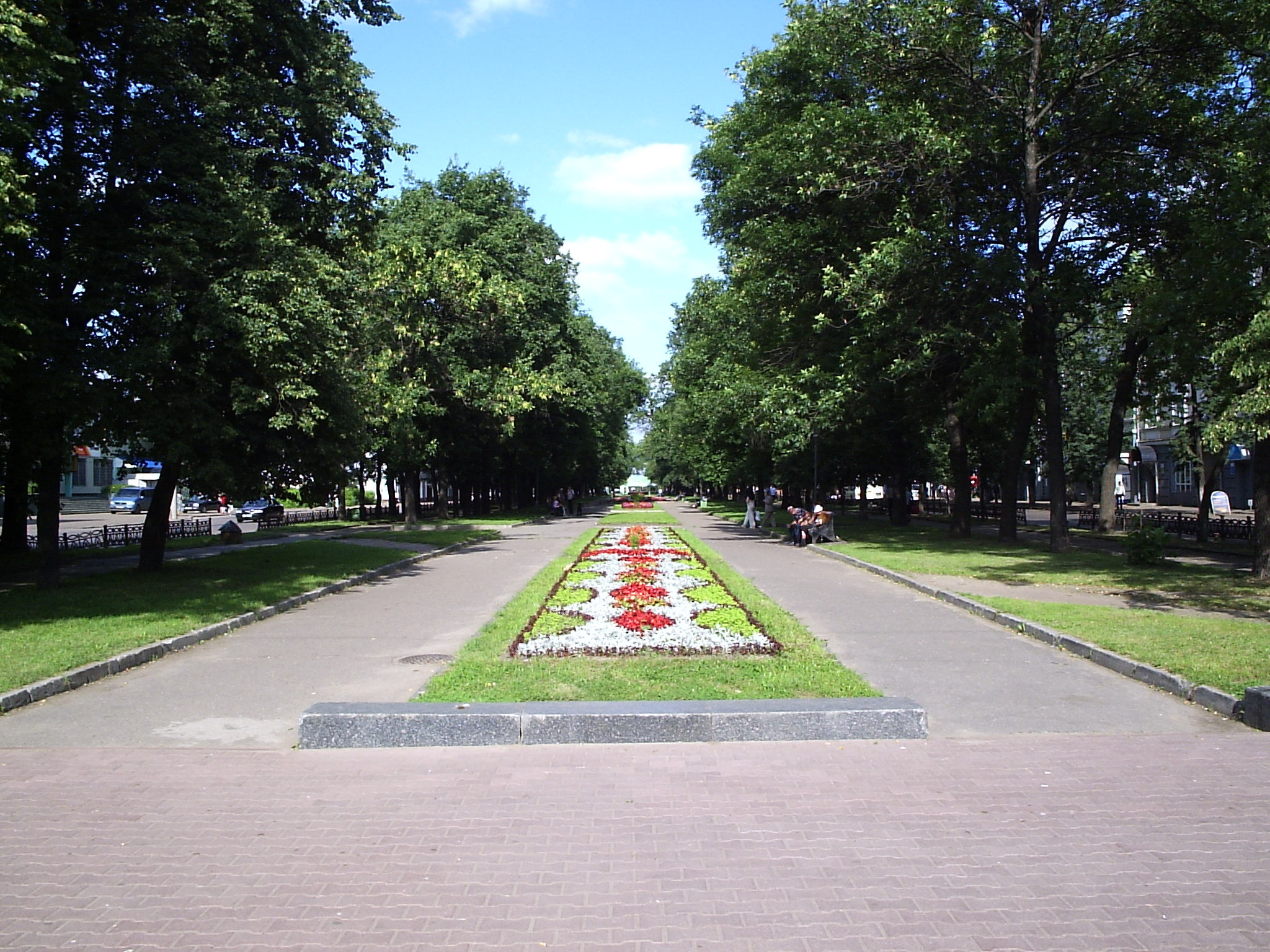
Бульвар в начале проспекта Ленина

В 1960 году 5 тысяч ярославцев получили новое жильё. Открылись 12 детских садов и яслей. Открылся дом бракосочетания на улице Большой Октябрьской. В Заволжском районе построен кинотеатр. Заработал новый мясокомбинат. Закончилось строительство трёх пролётов цеха на Моторном заводе, сооружались новые цеха на «Победе рабочих» и «Свободном труде». Активно велась комсомольская стройка Ново-Ярославского нефтеперерабатывающего завода. Юбилею было посвящено социалистическое соревнование на предприятиях города.
К юбилею был продлён бульвар проспекта Ленина до реки Волги, начато строительство парка 950-летия, закончено благоустройство скверов на площади Труда и Привокзальной площади, осуществлено благоустройство улиц Кирова, Пушкина, Свердлова, Некрасова, Собинова, высажено 114 тысяч деревьев.
В честь юбилея были названы парк и площадь (бывшая Автозаводская). В Рыбинске спущено на воду судно «950-летие Ярославля».
Министерство связи СССР выпустило художественные маркированные конверты: 1) звонница и корпус монастырских келий Спасо-Преображенского монастыря; 2) беседка у Мякушкинского спуска на Волжской набережной. 21 августа 1960 года на Ярославском почтамте было проведено специальное гашение чёрной и фиолетовой мастикой.
К празднику была приурочена книга А. И. Суслова и С. С. Чуракова «Ярославль». Издана книга почёта «950-летие города Ярославля», в которую вошли отличившиеся в 1960 году 35 организаций и около полутора тысяч работников.
В юбилейные дни пришло множество поздравлений из разных уголков Советского Союза.
Юбилейные торжества начались сессией городского Совета депутатов, проходившей в театре имени Ф. Г. Волкова. Кроме депутатов и городского актива присутствовали победители социалистического соревнования, представители рабочих коллективов, создавших подарки к юбилею. Представители соседних городов сделали следующие подарки: Москва — троллейбус Сокольнического завода, Владимир — трактор «Владимирец» и ковёр с изображением Ярославля, Гусь-Хрустальный — лучшие образцы продукции, Иваново — пианино, Кострома и Ленинград — вазы с символикой юбилея, Вологда — льняные скатерти и кружевные изделия, Тула — самовар. Шинники — цех № 5, ЦЗЛ, клуб «Гигант» — обратились с призывом собрать средства на сооружение памятника поэту Леониду Трефолеву.
Главный праздничный концерт состоялся 21 августа 1960 года на стадионе Ярославского шинного завода «Химик». Было показано театрализованное представление «Из прошлого» с участием народных артистов Г. А. Белова и В. С. Нельского и других актёров, коллективов художественной самодеятельности и кавалерийской школы ДОСААФ: главные персонажи — традиционный медведь, Ярослав Мудрый, Фёдор Волков, Николай Некрасов. Затем состоялись праздничное шествие «Ярославль сегодня» (Шинный и Моторный заводы, предприятия «Красный Перекоп», «Победа рабочих», «Североход», «Красный маяк», колхозы Ярославской области); массовый танец «Лён»; спортивные выступления: школьники города — «Счастливое детство», ДСО «Трудовые резервы» — «Трудовая смена», ДСО «Спартак» — «Цвети, наша юность», ДСО «Труд» — «Слава труду»; ДСО «Буревестник» — «Спортивная молодость»; воины Советской Армии — «На страже мира»; «Молодёжный танец»; все участники — «Вперёд к коммунизму» (финал). Старые коммунисты вручили комсомольцам модель «Спутника» с вложенным в неё письмом к молодёжи, которая будет отмечать 1000-летие Ярославля (читать). Через неделю концерт был повторён, так как на стадион не смогли попасть все желающие.
Третьей частью праздника был парад судов на Волге: впереди шла торжественно украшенная «Ракета», за ней струги, самоходные баржи с участниками самодеятельности, военные катера производства Судостроительного завода, которые горожане увидели впервые.